# BOSS Open 2025
BOSS Open 2025 byl tenisový turnaj na mužském profesionálním okruhu ATP Tour, hraný v tenisovém klubu Weissenhof. Čtyřicátý sedmý ročník Stuttgart Open probíhal mezi 9. a 15. červnem 2025 v německém Stuttgartu na otevřených travnatých dvorcích. Generálním sponzorem se počtvrté stala německá oděvní firma Hugo Boss.
Turnaj s odměnami hráčům 751 630 eur patřil do kategorie ATP Tour 250. Nejvýše nasazeným singlistou se stal třetí tenista světa Alexander Zverev z Německa, který prohrál i třetí kariérní finále na trávě. Jako poslední přímý účastník do hlavní soutěže nastoupil francouzský 83. hráč žebříčku Corentin Moutet. V důsledku invaze Ruska na Ukrajinu na konci února 2022 řídící organizace tenisu ATP, WTA a ITF s grandslamy rozhodly, že ruští a běloruští tenisté mohli dále na okruzích startovat, ale do odvolání nikoli pod vlajkami Ruska a Běloruska.
Devátý singlový titul na okruhu ATP Tour, a čtvrtý na trávě, vybojoval Taylor Fritz, který soutěží prošel bez ztracené hry na podání. Čtyřhru ovládli Mexičan Santiago González s Američanem Austinem Krajickem a odvezli si první společnou trofej.

## Rozdělení bodů a finančních odměn

### Rozdělení bodů
| Soutěž  | Soutěž      | vítězové | finalisté | semifinalisté | čtvrtfinalisté | 16 v kole | 28 v kole | Q  | Q2 | Q1 |
| ------- | ----------- | -------- | --------- | ------------- | -------------- | --------- | --------- | -- | -- | -- |
| dvouhra | [ 4 ] [ 7 ] | 250      | 165       | 100           | 50             | 25        | 0         | 13 | 7  | 0  |
| čtyřhra | [ 8 ]       | 250      | 150       | 90            | 45             | 0         | —         | —  | —  | —  |

Vysvětlivky
1. ↑  Nasazení s volným losem do druhého kola v případě prohry neobdrželi žádné body.[1]

### Finanční odměny
| Soutěž                                | Soutěž      | vítězové  | finalisté | semifinalisté | čtvrtfinalisté | 16 v kole | 28 v kole | Q2      | Q1      |
| ------------------------------------- | ----------- | --------- | --------- | ------------- | -------------- | --------- | --------- | ------- | ------- |
| dvouhra                               | [ 4 ] [ 7 ] | 114 335 € | 66 695 €  | 39 205 €      | 22 715 €       | 13 190 €  | 8 060 €   | 4 035 € | 2 200 € |
| čtyřhra                               | [ 8 ]       | 39 760 €  | 21 360 €  | 12 500 €      | 6 930 €        | 4 090 €   | —         | —       | —       |
| částka ve čtyřhrách je uvedena na pár |             |           |           |               |                |           |           |         |         |

## Dvouhra mužů

### Nasazení
| Stát                           | Hráč                  | ATP | Nasazení |
| ------------------------------ | --------------------- | --- | -------- |
| Německo                        | Alexander Zverev      | 3.  | 1.       |
| USA                            | Taylor Fritz          | 4.  | 2.       |
| USA                            | Ben Shelton           | 13. | 3.       |
| Kanada                         | Félix Auger-Aliassime | 27. | 4.       |
| Kanada                         | Denis Shapovalov      | 31. | 5.       |
| USA                            | Brandon Nakashima     | 32. | 6.       |
| USA                            | Alex Michelsen        | 33. | 7.       |
| Česko                          | Jiří Lehečka          | 34. | 8.       |
| Žebříček ATP k 26. květnu 2025 |                       |     |          |

### Jiné formy účasti
Následující hráči obdrželi divokou kartu do hlavní soutěže:
- Justin Engel
- Fabio Fognini
- Jan-Lennard Struff

Následující hráči postoupili z kvalifikace:
- James Duckworth
- Márton Fucsovics
- Yannick Hanfmann
- Pierre-Hugues Herbert

### Odhlášení
před zahájením turnaje
- Matteo Berrettini → nahradil jej Roman Safiullin
- Nick Kyrgios → nahradil jej  Corentin Moutet
- Lorenzo Musetti → nahradil jej  Jošihito Nišioka
- Tommy Paul → nahradil jej  Jacob Fearnley
- Frances Tiafoe → nahradil jej  Benjamin Bonzi

## Mužská čtyřhra

### Nasazení
| Stát                                                                                    | Hráč           | Stát     | Hráč          | ATP | Nasazení |
| --------------------------------------------------------------------------------------- | -------------- | -------- | ------------- | --- | -------- |
| Německo                                                                                 | Kevin Krawietz | Německo  | Tim Pütz      | 11. | 1.       |
| Francie                                                                                 | Sadio Doumbia  | Francie  | Fabien Reboul | 48. | 2.       |
| Indie                                                                                   | Rohan Bopanna  | Belgie   | Sander Gillé  | 76. | 3.       |
| Brazílie                                                                                | Rafael Matos   | Brazílie | Marcelo Melo  | 79. | 4.       |
| Žebříček ATP k 26. květnu 2025; číslo je součtem žebříčkového postavení obou členů páru |                |          |               |     |          |

### Jiné formy účasti
Následující páry obdržely divokou kartu do hlavní soutěže:
- Justin Engel /  Jan-Lennard Struff
- Yannick Hanfmann /  Andreas Mies

### Odhlášení
před zahájením turnaje
- Marcelo Arévalo /  Mate Pavić → nahradili je  Jakob Schnaitter /  Mark Wallner
- Simone Bolelli /  Andrea Vavassori → nahradili je  Sriram Baladži /  Miguel Ángel Reyes-Varela
- Christian Harrison /  Evan King → nahradili je  Santiago González /  Austin Krajicek
- Lorenzo Musetti /  Lorenzo Sonego → nahradili je  Matteo Arnaldi /  Lorenzo Sonego

## Přehled finále

### Mužská dvouhra
- Taylor Fritz vs.  Alexander Zverev, 6–3, 7–6(7–0)

### Mužská čtyřhra
- Santiago González /  Austin Krajicek vs.  Alex Michelsen /  Rajeev Ram, 6–4, 6–4